# アントワーヌ・ユベール
アントワーヌ・ジェラール・ポル・ユベール（Anthoine Gérard Pol Hubert, 1996年9月22日 - 2019年8月31日）は、フランス出身のレーシングドライバー。マスメディアによっては、「アンソニー・フバート」「アンソニー・ユベール」と表記する場合もある。
2018年に「GP3シリーズ」最後のシリーズチャンピオンとなる（翌年より「FIA フォーミュラ3選手権」へ名称変更）など将来を嘱望されていたが、翌2019年の「FIA フォーミュラ2選手権」第9戦スパ・フランコルシャン・レース1での走行中の事故で死亡した。22歳没。

## 経歴

### カート
フランス・リヨンで誕生したユベールは、2005年からカートを開始する。2010年、「CIK-FIA カーティング・アカデミー・トロフィー」で準優勝。続く2011年の「CIK-FIA "U-18" ワールド・カーティング・チャンピオンシップ」では、総合3位となる。

### フォーミュラ・ルノー
2013年、ユベールは「フランス・F4選手権」への参戦が決定しシングルシーターカーデビューを果たす。開幕戦でいきなりポールトゥーウィンを飾るなど、全21戦中11回の優勝を記録して初出場初タイトルを獲得した。
2014年は、テック1・レーシングから「ユーロカップ・フォーミュラ・ルノー2.0」へ参戦。30ポイント（決勝最高位6位・2回）を獲得し、総合15位で終える。また、「フォーミュラ・ルノー2.0 アルプス」シリーズへゲストドライバーとして6レース出走した。
2015年のユベールは、テック1・レーシングへ残留し2年目のユーロカップへエントリーした。シルバーストンとサルト・サーキットで2勝を挙げ、総合5位となった。同じくアルプスシリーズへ再びゲストドライバーとして出場。エントリーした6レース全て表彰台圏内でフィニッシュする走りを見せた（優勝4回・2位2回）。

### フォーミュラ3
2016年2月、ファン・アメルスフォールト・レーシングはユベールの起用を発表。「ヨーロピアン・フォーミュラ3選手権」への参戦が決定した。第5戦ノリスリンク・レース2で初優勝を飾り、総合8位となる。

### GP3シリーズ

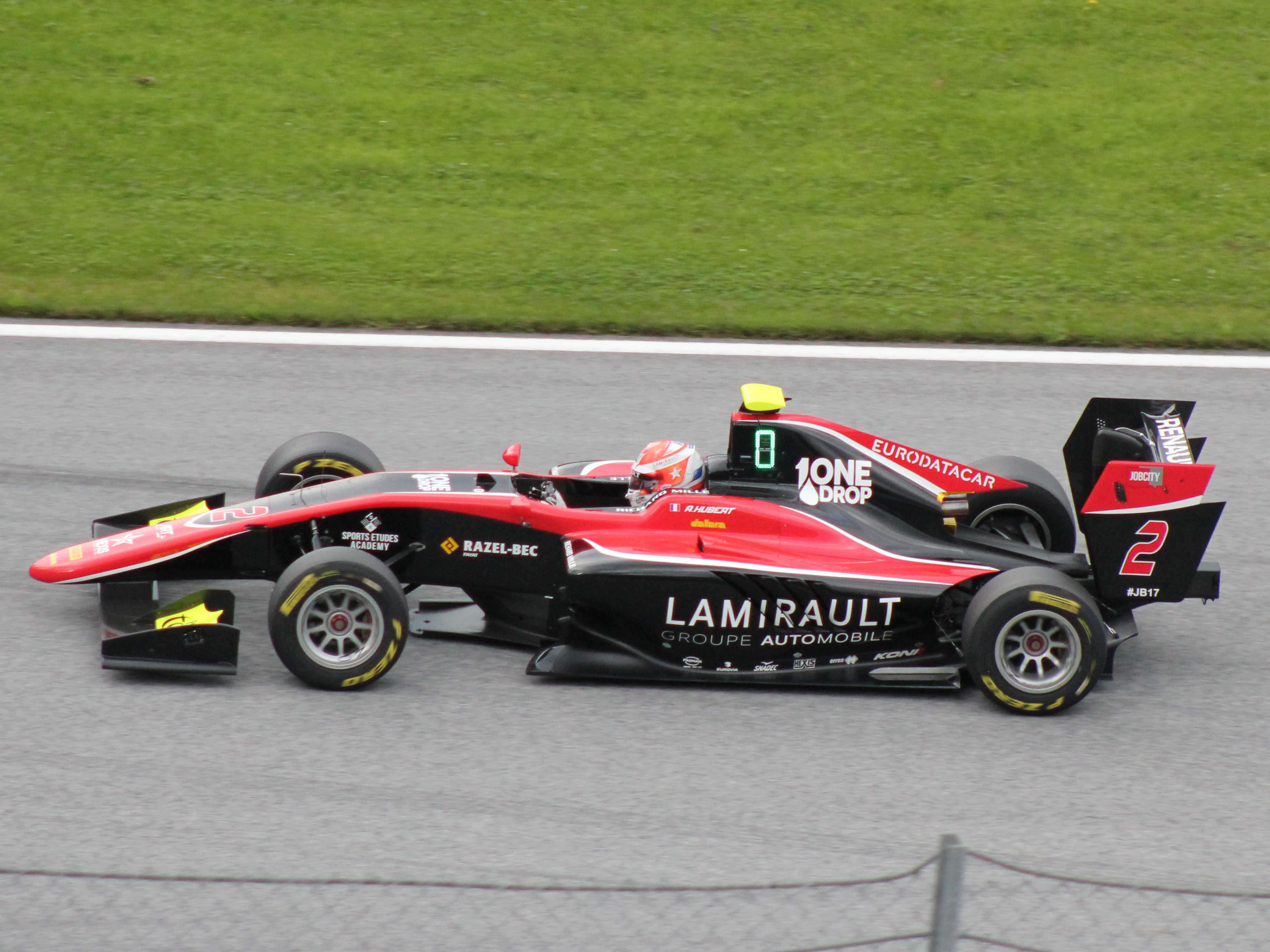
GP3参戦中のユベール（2018年）

2016年11月、ARTグランプリから「GP3シリーズ」のポストシーズンテストへ参加した。翌年2月ARTは正式にユベールの加入を発表、2017年度の本戦へ参戦する形となった。初年度は総合4位、2年目はタイトルを獲得した（優勝2回・表彰台圏内11回）。GP3は2019年度より「FIA フォーミュラ3選手権」へ名称変更となるため、ユベールが最後のシリーズチャンピオンとなった。

### FIA フォーミュラ2選手権

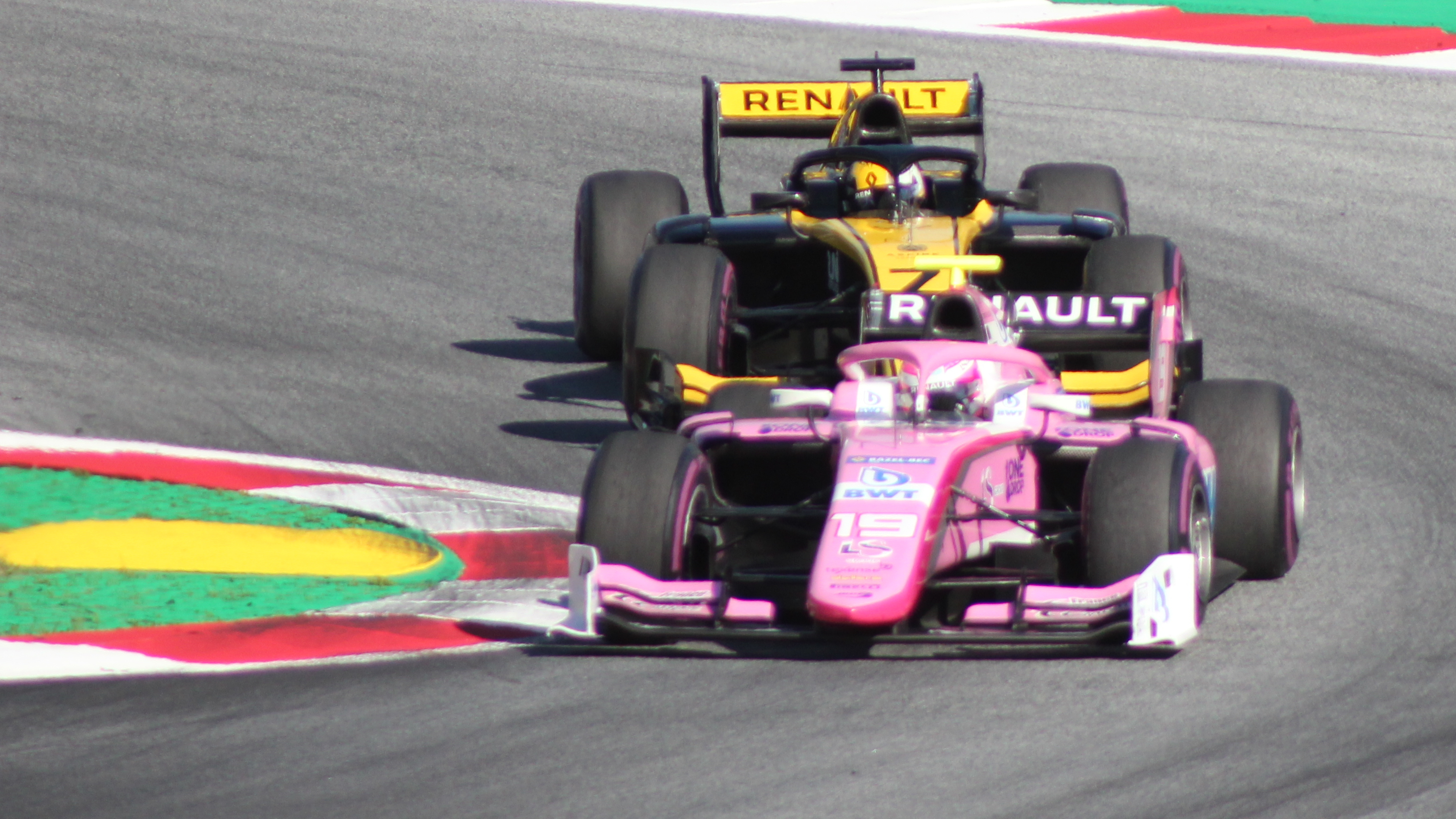
FIA F2参戦中のユベール（2019年）

2018年11月、ユベールはMPモータースポーツよりアブダビで行われたF2のポストシーズンテストへ参加した。2019年1月、BWT・アーデン（BWT Arden）はユベールの起用を発表し「FIA フォーミュラ2選手権」フルタイム参戦が決定する。
第8戦ハンガリー戦までにモナコおよびフランスのレース2で優勝。この年参戦したルーキードライバーの成績として見れば、周冠宇に次ぐ2位の位置であったうえ、この時点での今季のルーキー最多勝数を記録。そのため、来季はランキング上でアーデンより上に位置する別のF2チームから参戦するのではという噂が流れたりもしていた。

### F1
2018年5月ルノー・スポール・アカデミーのメンバーへ加入、翌年1月に正式な承認を得る。アカデミーからレース活動の全面的な支援を受ける。

## 事故死
2019年8月31日、ベルギー・スパ・フランコルシャンで行われたFIA F2選手権第9戦のフィーチャーレース（レース1）で多重クラッシュが発生する。
2019年のF1ベルギーGP終了の段階で報道された内容、および、国際自動車連盟 (FIA) 安全部門が2020年2月7日に公開した事故調査結果によれば、事故発生から14.6秒間に以下のようなインシデントが連続して起こった。
事故が発生したオー・ルージュからラディオンへと続く区間は、急な登り坂を左・右・左と切り返す超高速S字セクションであり、ダウンフォースの高いフォーミュラーカーはアクセル全開で通過する。坂の頂点にあるラディオンの先はブラインドになっており、スピンやクラッシュが発生した場合はマーシャルによるフラッグ以外で気付くことは不可能に近い。さらに、レース序盤の走行間隔が詰まった状態では、多重事故へのリアクションを判断する余裕がないことも考慮する必要がある。
スタート直後、チャンピオンシップ争いを繰り広げるニコラス・ラティフィのマシンはミック・シューマッハとの接触で右リヤタイヤがパンクしスローダウン。さらにグリッド後方では、数台のマシンのパーツを破損させる小さな接触事故も生じていた。そのため、先頭が2周目に入るころターン12とターン14でイエローフラッグは出たが、全区間のイエローではなく、セクター1は対象外となっていた。そのうえ、ユベールらの後方で起きた出来事であったため、前方に位置するセクター1はグリーンの状態であり、スロー走行に移行せず、レーススピードで走り続けた。
2周目に入るとトライデント（Trident）所属のジュリアーノ・アレジのマシンがターン3（オー・ルージュ）出口でスピンし、コース左側のバリアに衝突。その際、リヤウイングとシャシーのパーツが破損し、コース上には破片が飛び散った。調査の結果、スピンの原因はアレジの操縦ミスではなく、マシンの右リアタイヤの内圧が低下していたことで、コントロールを失った可能性が示された。内圧低下の原因が、どこかで破片を踏んで生じたものなのかは判っていない。
さらにアレジのマシンは「衝突による跳ね返りを起こし、後続車よりもはるかに遅いスピードでコースへ押し戻された」。アレジの直後を走行していたラルフ・ボシュングとユベールは、アレジのマシンと破片を回避するため、とっさにターン4（ラディオン）の右側のランオフエリアにはみ出した（このエリアはアスファルト舗装されている）。（しかし、ここのコース外は凹凸があり、コントロールは難しい）この反応は、アレジのクラッシュから1.8秒後に5番ポストでイエローフラッグが振られる前に起きている。回避中にボシュングが急速な減速を行った結果、ユベールはさらに右に避けようとするも、262 km/hでボシュングのマシンの右リヤに接触。コントロールを失い、216 km/hでタイヤバリアに衝突した。衝突角度は40度、33.7Gに相当する衝撃が発生した。その時点では、ドライバーを保護するモノコックは原型をとどめていた。しかし、ユベールのマシンはアレジと同じくタイヤバリアに跳ね返され、回転しながらランオフエリアを滑り、後続のマシンに対してモノコックの左側が正対する格好となった。

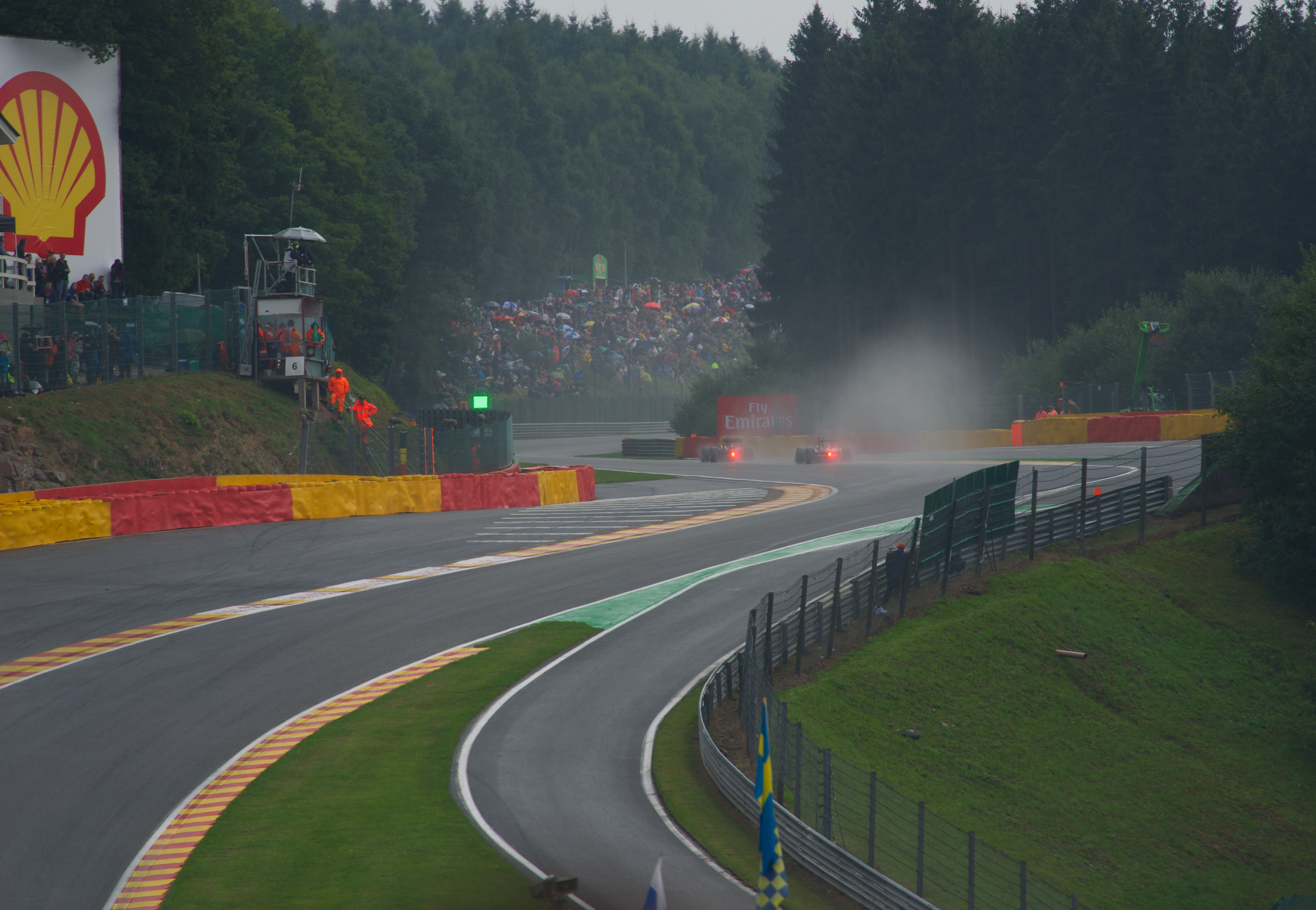
多重事故が発生したラディオン（画像は2013年）。ユベール車は、右奥のタイヤバリアに激突したあとコースへ跳ね返され、コレア車と接触した。

イエローフラッグ掲示から1.5秒後、現場に差しかかったチャロウズ（Charouz）所属のファン・マヌエル・コレアはほぼレーシングラインを走行していたが、アレジのマシンの破片に接触してフロントウィングと右フロントサスペンションを損傷し、コントロールを失ってランオフエリアに入った。その進路には静止しかけているユベールのマシンがあり、1.6秒後に左側面に約86度の角度・218 km/hの速度で激突した。コレアのマシンには最大65.1G、ユベールのマシンは最大81.89Gに相当する衝撃を受けた。
この衝突で、コレアとユベールの2台の車両はもつれるようにタイヤバリアに突っ込み、コースの中央まで弾き返された。コレアのマシンのノーズが粉砕され足が見える状態でひっくり返る一方、ユベールのモノコックはドライバーの胴体が見えるほど滅茶苦茶に破壊された。
これらの、アレジから始まりコレアが衝突するまでの一連の流れは、わずか3秒以内に起きた出来事であった。
レースはすぐに赤旗が宣言され、全車がピットに戻った。一旦、全車ピットレーン上で待機となったが救出活動開始前後にレース1の中止が発表される。ピットレーンにいたマシンは指定エリアへ移動させた後、全ドライバーはマシンから降りた。ユベールはサーキット内のメディカルセンターへ搬送されたが、現地時刻の19時過ぎにFIAから「コレアの容体が安定している」ことと、事故発生から1時間半後の18時35分にユベールの死亡が確認されたことを伝える正式な文書が発表された。
その後、コレアはリエージュ市内の病院へ救急搬送され、集中治療室に入ったものの容体は安定し、検査で両足骨折と軽度の脊髄損傷を負っていることが発表された。
アレジは跳ね返りによりコースを横断する形となったが、最終的には1つコーナーを曲がったコース右側のランオフエリアに停車し自力で下車。この日、カンポス・レーシングからF2デビューを果たした佐藤万璃音も事故発生時コレアの後方にいたことやそれを受けてコース上で緊急停車したため、一時的な安否不明となったが、自力でコースマーシャルの元に向かう姿が確認され無事であった。
ピットに戻った時点で各マシンを確認した際、ほとんどのマシンに小さなパーツの破片の当たった形跡があったことも判明。また、コース上に散乱していた破損パーツにより制御を失うマシンが新たに発生しなかったことやコレアとユベールの2台の車両がコースの中央まで弾き返された際、他のドライバーらは寸前のフルブレーキングで回避に成功し、さらなる被害が発生しなかったことが唯一の救いでもあった。
FIA安全部会の事故調査報告は「単一の特定の原因は存在していないが、事故の様々な段階を詳細に分析した結果、事故の重大性を引き上げる複数の要因が特定された」とまとめられた。イエローフラッグに対するドライバーの反応に不適切なものはなかったとし、マーシャルとレースコントロールの迅速な事故対応を認めている。
ユベールの事故はいわゆる「Tボーンクラッシュ」の状態で、速度域の大きく異なるマシン同士が直角に近い角度で衝突し、細身のフォーミュラカーの弱点であるモノコック側面に非常に高いレベルのエネルギーが伝達・放出された。また、タイヤバリアにぶつかったマシンが停止せず、コース側へ跳ね返されてしまったことも不運だった。近年の安全基準では、グラベル（砂利）に代えてアスファルト舗装の広いランオフエリアを設置するサーキットが増えているが、制御不能に陥ったマシンを強制的に急停止できないという課題もある。スパ・フランコルシャンの経営責任者はラディオンのレイアウト変更は予定していないが、2022年の二輪レース開催に向けてランオフエリアにグラベルトラップを設置する改修工事を計画しているとコメントした。

## 追悼
ユベールの死去を受け、9月1日のスプリントレース（レース2）は彼に敬意を払うべく中止を決断した。
同日、他のレースとなるF1ベルギーGPとFIA F3レース2の前に、1分間の黙祷が捧げられた。なおレースが中止されたF2では、翌2020年のベルギーラウンドのレース前に改めて1分間の黙祷が捧げられた。
FIAはその後、ユベールが事故当時に着けていたカーナンバー「19」をF2において永久欠番にすると発表した。また、FIA F2選手権でシリーズランキング最上位を獲得したルーキードライバーに「アントワーヌ・ユベール賞」を贈ることを決め、2019年度はルノー育成アカデミーの同僚だった周冠宇が受賞した。

## エピソード
ユベールはピエール・ガスリー、シャルル・ルクレール、エステバン・オコンら同世代の子供らとカートレースで競い合い、ともにフォーミュラレースの階段をステップアップしてきた
。とくにガスリーとはアパートの同じ部屋で暮らし、通った学校も先生も同じという14年来の親友であった。最終目標であるF1へのデビューは3人に後れをとってしまったものの、ユベールもフランスレース界の期待を背負う若者のひとりであった。事故当日にはルノーと来季に向け育成契約を更新していた。
翌日の決勝の前、ガスリーはルクレールに「頼むからアントワーヌのために優勝してくれ」と言い、ルクレールはポール・トゥ・ウィンでF1初優勝を達成した。優勝インタビューでは「今日勝つことができてよかった。アントワーヌにふさわしい形で彼を記憶に刻むことができる。彼はチャンピオンだった。この勝利は彼のものだ」と亡き友に勝利を捧げた。ちなみにガスリー本人も、翌2020年のイタリアGPでF1初優勝を遂げている。
なお、彼らフランスのカート少年の兄貴分的な存在だったジュール・ビアンキは、2014年日本GPの事故で負った怪我のため、2015年に他界している。

## レース戦績

### 略歴
| 年   | シリーズ                              | チーム                                 | レース | 勝利 | PP | FL | 表彰台 | ポイント | 順位 |
| ---- | ------------------------------------- | -------------------------------------- | ------ | ---- | -- | -- | ------ | -------- | ---- |
| 2013 | フランス・F4選手権                    | オートスポーツ・アカデミー             | 21     | 11   | 10 | 8  | 13     | 365      | 1位  |
| 2014 | ユーロカップ・フォーミュラ・ルノー2.0 | テック1・レーシング                    | 14     | 0    | 0  | 0  | 0      | 30       | 15位 |
| 2014 | フォーミュラ・ルノー2.0 アルプス      | テック1・レーシング                    | 6      | 0    | 0  | 0  | 0      | N/A      | NC†  |
| 2015 | ユーロカップ・フォーミュラ・ルノー2.0 | テック1・レーシング                    | 17     | 2    | 2  | 2  | 7      | 172      | 5位  |
| 2015 | フォーミュラ・ルノー2.0 アルプス      | テック1・レーシング                    | 6      | 4    | 4  | 3  | 6      | N/A      | NC†  |
| 2016 | FIA フォーミュラ3・ヨーロピアン選手権 | ファン・アメルスフォールト・レーシング | 30     | 1    | 1  | 1  | 3      | 160      | 8位  |
| 2016 | マスターズ・オブ・フォーミュラ3       | ファン・アメルスフォールト・レーシング | 1      | 0    | 0  | 0  | 0      | N/A      | 7位  |
| 2016 | マカオグランプリ                      | ファン・アメルスフォールト・レーシング | 1      | 0    | 0  | 0  | 0      | N/A      | 13位 |
| 2017 | GP3シリーズ                           | ARTグランプリ                          | 15     | 0    | 0  | 4  | 4      | 123      | 4位  |
| 2018 | GP3シリーズ                           | ARTグランプリ                          | 18     | 2    | 2  | 4  | 11     | 214      | 1位  |
| 2019 | FIA フォーミュラ2選手権               | BWT・アーデン                          | 16     | 2    | 0  | 0  | 2      | 77       | 10位 |

- † : ゲストドライバーとしての出走であるため、ポイントは加算されない。

### FIA フォーミュラ3・ヨーロピアン選手権
| 年     | エントラント                           | エンジン   | 1        | 2       | 3       | 4         | 5        | 6        | 7        | 8       | 9        | 10       | 11       | 12       | 13      | 14      | 15      | 16      | 17      | 18       | 19        | 20      | 21      | 22       | 23      | 24      | 25      | 26      | 27      | 28       | 29      | 30       | DC  | ポイント |
| ------ | -------------------------------------- | ---------- | -------- | ------- | ------- | --------- | -------- | -------- | -------- | ------- | -------- | -------- | -------- | -------- | ------- | ------- | ------- | ------- | ------- | -------- | --------- | ------- | ------- | -------- | ------- | ------- | ------- | ------- | ------- | -------- | ------- | -------- | --- | -------- |
| 2016年 | ファン・アメルスフォールト・レーシング | メルセデス | LEC 1 17 | LEC 2 8 | LEC 3 6 | HUN 1 Ret | HUN 2 13 | HUN 3 14 | PAU 1 12 | PAU 2 7 | PAU 3 12 | RBR 1 16 | RBR 2 10 | RBR 3 16 | NOR 1 8 | NOR 2 1 | NOR 3 2 | ZAN 1 9 | ZAN 2 4 | ZAN 3 10 | SPA 1 Ret | SPA 2 4 | SPA 3 2 | NÜR 1 10 | NÜR 2 5 | NÜR 3 9 | IMO 1 5 | IMO 2 6 | IMO 3 6 | HOC 1 10 | HOC 2 7 | HOC 3 10 | 8位 | 160      |

- 太字はポールポジション、斜字はファステストラップ。(key)

### GP3シリーズ
| 年     | エントラント  | 1         | 2         | 3         | 4         | 5          | 6         | 7         | 8         | 9           | 10        | 11        | 12        | 13        | 14          | 15         | 16        | 17        | 18          | 順位 | ポイント |
| ------ | ------------- | --------- | --------- | --------- | --------- | ---------- | --------- | --------- | --------- | ----------- | --------- | --------- | --------- | --------- | ----------- | ---------- | --------- | --------- | ----------- | ---- | -------- |
| 2017年 | ARTグランプリ | CAT FEA 5 | CAT SPR 4 | RBR FEA 4 | RBR SPR 7 | SIL FEA 2  | SIL SPR 8 | HUN FEA 3 | HUN SPR 5 | SPA FEA Ret | SPA SPR 7 | MNZ FEA 3 | MNZ SPR C | JER FEA 5 | JER SPR 3   | YMC FEA 11 | YMC SPR 5 |           |             | 4位  | 123      |
| 2018年 | ARTグランプリ | CAT FEA 2 | CAT SPR 2 | LEC FEA 1 | LEC SPR 7 | RBR FEA 17 | RBR SPR 9 | SIL FEA 1 | SIL SPR 4 | HUN FEA 3   | HUN SPR 3 | SPA FEA 3 | SPA SPR 2 | MNZ FEA 2 | MNZ SPR DSQ | SOC FEA 3  | SOC SPR 4 | YMC FEA 3 | YMC SPR Ret | 1位  | 214      |

- 太字はポールポジション、斜字はファステストラップ。(key)

### FIA フォーミュラ2選手権
| 年     | エントラント  | 1         | 2         | 3          | 4          | 5         | 6         | 7         | 8         | 9         | 10        | 11        | 12         | 13         | 14         | 15         | 16         | 17        | 18        | 19      | 20      | 21      | 22      | 23      | 24      | DC   | ポイント |
| ------ | ------------- | --------- | --------- | ---------- | ---------- | --------- | --------- | --------- | --------- | --------- | --------- | --------- | ---------- | ---------- | ---------- | ---------- | ---------- | --------- | --------- | ------- | ------- | ------- | ------- | ------- | ------- | ---- | -------- |
| 2019年 | BWT・アーデン | BHR FEA 4 | BHR SPR 9 | BAK FEA 10 | BAK SPR 11 | CAT FEA 6 | CAT SPR 5 | MON FEA 8 | MON SPR 1 | LEC FEA 8 | LEC SPR 1 | RBR FEA 4 | RBR SPR 17 | SIL FEA 18 | SIL SPR 11 | HUN FEA 11 | HUN SPR 11 | SPA FEA C | SPA SPR C | MNZ FEA | MNZ SPR | SOC FEA | SOC SPR | YMC FEA | YMC SPR | 10位 | 77       |

- 太字はポールポジション、斜字はファステストラップ。(key)